# محوطه بل قلعه
محوطه بل قلعه مربوط به سده‌های میانه و متاخر دوران‌های تاریخی پس از اسلام است و در شهرستان ساوه، بخش مرکزی، دهستان طراز ناهید، روستای باغ شیخ واقع شده و این اثر در تاریخ ۲ مرداد ۱۳۸۷ با شمارهٔ ثبت ۲۳۱۲۱ به‌عنوان یکی از آثار ملی ایران به ثبت رسیده است.